# Sennepssovs
Sennepssovs er en hvid bechamelsauce, der særligt serveres som tilbehør til fiskeretter, men alternativt også til kødretter, særligt fjerkræ.
Sennepssovs kendes i flere varianter, men det fælles er sennepsolie som ingrediens og smagsgiver.
Sennepssovs er fast tilbehør til fx kogt torsk og skidne æg.